# Haugesund Stadion
Haugesund Stadion – wielofunkcyjny stadion w Haugesund, w Norwegii. Obecnie jest używany głównie do organizacji meczów piłki nożnej. Jest domowym stadionem występującego w First Division FK Haugesund i grającego w Second Division SK Vard Haugesund, a także lekkoatletycznego klubu Haugesund IL.

## Rekordowe frekwencje
- 1 października 1961 - Haugar - Steinkjer - 17.000 ludzi
- 23 września 1962 - Vard Haugesund - Fredrikstad FK - 14.000 ludzi
- 28 września 1996 - FK Haugesund - Sogndal Fotball - 10.000 ludzi
- 1987 - Djerv 1919 - Ham-Kam - 7.547 ludzi